# کاتسویوکی مینامی
کاتسویوکی می‌نامی (انگلیسی: Katsuyuki Minami؛ زادهٔ ۳۰ سپتامبر ۱۹۷۰) بازیکن والیبال اهل ژاپن بود.